# アラン・チャン
アラン・チャン（Alan Chang、1979年12月4日 - ）は、アメリカ合衆国のピアニスト、ソングライター、そしてマイケル・ブーブレの専属音楽ディレクターとして広く知られている。

## 来歴
カリフォルニア州サンノゼ出身で2002年に南カリフォルニア大学ソーントン音楽学校をジャズ専攻で卒業している。周囲に音楽の才能を買われ、当時まだ無名であったマイケル・ブーブレの専属音楽ディレクターになるオーディションを受けるようワーナー・ブラザー社（Warner Brother Records）に勧められ、オーディションの2日後に合格の知らせを受けた。2003年からはブーブレと音楽活動を共にし、舞台やテレビ、ラジオなどで活動した。
チャンは、6歳からピアノを始め、キャスティロ中学校(Castillero Middle School)に通っていた13歳の時にジャズに目覚め、近所にあったパイオニア高校（Pioneer High School）の音楽リハーサルやダンス・リハーサルなどに付き添った。チャンがパイオニア高校に入学した時にはすでに地元で評判のピアニストになっていた。高校4年生の頃には「senior project」として独自にレコーディングを行い、地元でCD販売をした結果、レコーディング費用をカバーするほど売れた。2005年にブーブレとエイミー・フォスター＝ジリーズ（Amy Foster-Gillies）と共同で「Home」を書き上げた。「Home」は、ウェストライフ、マイケル・ボール、ブレイク・シェルトンなどにカバーされている。チャンは、2009年の第57回BMI授賞式（BMI's 57th Annual Pop Awards）でソングライター賞（Song Writer of the year）を受賞した。

## ディスコグラフィ

### ソロ・アルバム
- Cold December Night (2011年、CD Baby)

### マイケル・ブーブレ
- 『マイケル・ブーブレ』 - Michael Bublé (2003年)
- 『イッツ・タイム』 - It's Time (2005年)
- 『コール・ミー・イレスポンシブル』 - Call Me Irresponsible (2007年)
- 『クレイジー・ラヴ』 - Crazy Love (2009年)
- 『クリスマス』 - Christmas (2011年)
- 『トゥ・ビー・ラヴド』 - To Be Loved (2013年)
- 『ノーバディ・バット・ミー』 - Nobody but Me (2016年)
- 『♥ (ラヴ)』 - Love (2018年)
- 『ハイヤー』 - Higher (2022年)